# گیورگی مشونیرادزه
گیورگی مشونیرادزه (انگلیسی: Giorgi Mshvenieradze؛ زادهٔ ۱۲ اوت ۱۹۶۰) بازیکن واترپلو گرجی‌تبار اهل اتحاد جماهیر شوروی سوسیالیستی بود.